# فرانکنهاین
فرانکنهاین (به آلمانی: Frankenhain) یک شهر در آلمان است که در ایلم-کرایس واقع شده‌است. فرانکنهاین ۸۲۸ نفر جمعیت دارد.